# William Steinkraus
William Steinkraus (n. 12 octombrie 1925, Cleveland, Ohio, SUA – d. 29 noiembrie 2017, Darien⁠(d), Connecticut, SUA) a fost un sportiv ce a reprezentat Statele Unite ale Americii, medaliat olimpic. A participat la 4 ediții ale Jocurilor Olimpice (1952, 1960, 1968, 1972) în care a câștigat o medalie de argint.